# Ricarda Lima
Ricarda Raquel Lima Negrão; znana jako Ricarda (ur. 12 września 1970 w Brasílii) – brazylijska siatkarka, reprezentantka kraju, przyjmująca lub libero. W 2000 r. w Sydney zdobyła brązowy medal olimpijski.